# Episodi di Petra (prima stagione)
La prima stagione della serie televisiva Petra, composta da 4 episodi, è stata trasmessa in contemporanea su Sky Cinema, Sky Atlantic e in streaming su Now TV, e in seguito in chiaro su TV8, ogni lunedì dal 14 settembre al 5 ottobre 2020 in quattro prime serate.
| nº | Titolo                   | Prima TV          |
| -- | ------------------------ | ----------------- |
| 1  | Riti di morte            | 14 settembre 2020 |
| 2  | Giorno da cani           | 21 settembre 2020 |
| 3  | Messaggeri dell'oscurità | 28 settembre 2020 |
| 4  | Morti di carta           | 5 ottobre 2020    |

## Riti di morte
L’ispettore Petra Delicato è un ex avvocato che ha lasciato carriera, studio e due mariti, Nicola e Lorenzo, alla ricerca di una via diversa. Da due anni vive a Genova e lavora nell’archivio della mobile non avendo quindi ancora maturato un’esperienza diretta sul campo.
Una sera, mentre è di reperibilità, insieme al vice ispettore Antonio Monte, viene chiamata a seguire il caso di uno stupro avvenuto in centro. Viene fermato un sospettato in regime di libertà provvisoria, Mirko, il quale conferma lo stupro ma Petra non gli crede e lo mette alle strette con metodi poco ortodossi tanto da farlo ritrattare. Oltre a Salomè, vengono stuprate altre due ragazze: Domenica, di nazionalità ecuadoriana, e Cristina, figlia di un uomo ricco. La modalità è sempre la stessa: uno stupro senza eiaculazione e un segno marchiato sul polso della vittima. Le indagini non soddisfano il capo della squadra mobile Corona il quale toglie il caso a Petra e Antonio salvo poi decidere di affiancarli al commissario Pessone. I due riprendono quindi le indagini parlando con un orologiaio che ha venduto un orologio particolare allo stupratore. Una sera fuori da un bar Petra riconosce l’uomo da un dente e cerca di arrestarlo ma lui, rider di professione, le tira un pugno e scappa con la bici. Si tratta di Alex Mascarelli che dopo non molto viene ucciso nei vicoli. Petra prima si concentra sul padre del ragazzo, Riccardo, il quale ammette di aver ospitato il figlio, ma poi capisce che ad uccidere il ragazzo e poco dopo anche Salomè, penetrata con un oggetto in ottone dopo essere stata uccisa con un coltello, è stata la cugina Luisa la quale finisce per confessare.
Dopo aver risolto il caso, Petra e Antonio vengono promossi alla omicidi.
- Altri interpreti: Federica Rosellini (Luisa Sangemini), Michele De Paola (orologiaio), Eugenio Krauss (padre di Cristina), Lisa Galantini (giornalista), Zoe Nochi (Cristina), Orietta Notari (Carla, madre di Alex), Marina Occhionero (Salomè), Federico Tolardo (Mirko), Dario Manera (Riccardo Mascarelli).

## Giorno da cani
Petra e Antonio indagano sulla morte di Vincenzo Fregi legato a un addestramento di cani e che aveva interessi nella vendita clandestina degli stessi animali. I due poliziotti si troveranno a frequentare il veterinario Luca e l’addestratrice Valentina. Quest’ultima verrà sbranata da un cane nel proprio appartamento. Viene arrestato Ciro, socio di Valentina nonché suo amante da dieci anni, il quale dice che è stata lei ad uccidere Vincenzo per soldi. Petra capisce però che ad uccidere Valentina è stata Grazia Toleto, moglie di Ciro, aizzandole contro il proprio cane. Antonio uccide poi l’animale della donna per vendicarsi.
- Altri interpreti: Alessandro Tedeschi (Luca), Alessia Giuliani (Valentina), Andrea Bruschi (Ciro), Maria Torres (Grazia Toleto), Marco Taddei (conoscente di Vincenzo), Aldo Vinci (Angelo Di Pierantoni), Nicola Zunino (Vincenzo Fregi).

## Messaggeri dell'oscurità
A Petra arriva un pacco contenente un pene in formalina e così Corona decide di metterla sotto scorta. La poliziotta viene contattata anche da un adepto di una setta e viene affiancata nell’indagine dal collega russo Egor Zuratov con il quale avrà una frequentazione. Le indagini si concentrano su uomini evirati e tra i sospettati c’è il capo cantiere di un hotel di lusso dello spezzino riconducibile ad un imprenditore ceceno di nome Ashvilenko. Al porto viene ritrovato il cadavere di un ragazzo anche lui evirato e morto a seguito di una grave emorragia. Da un video della vittima, Petra sente la voce di Andrea Cattaro, la stessa persona che le aveva fatto una chiamata anonima; il ragazzo, amico della vittima, viene trovato morto suicida in una vasca da bagno dopo aver chiamato un’altra volta Petra. 
L’agente Reva non si trova più e anche Ivanov è sparito. Petra sente Alba, la sua donna delle pulizie che si sta frequentando con il poliziotto, e Marcello uno studente di medicina che l’ha sentito per ultimo e che nega di essere coinvolto. Petra capisce bene che anche Marcello fa parte della setta e alla fine riesce a fargli confessare dove è stato nascosto il collega mostrandogli poi il cadavere del suo mentore Ivanov, ucciso per aver sfidato Ashvilenko.
- Altri interpreti: Cristian Popa (Egor Zuratov), Andrei Nova (Ivanov), Federico Benvenuto (Marcello), Stefano Scandaletti (Don Alberto).

## Morti di carta
Petra e Monte vengono chiamati a risolvere il caso della morte di Dario Marzon, direttore di “Linea Gossip”, e perciò si recano a Roma. Qui si capisce che il caso di Marzon è collegato a quello di Giorgia, una ragazza trovata morta in mare che sarebbe stata amante di Giovanni Imbreccia, direttore di un noto giornale romano di area cattolica. Quest’ultimo è sospettato dei due omicidi ed è difeso da Nicola, ex marito di Petra. È coinvolto anche Simone, un escort con cui Imbreccia era andato a letto qualche volta. Giorgia, amica del ragazzo, d’accordo con Marzon, aveva filmato un loro incontro per ricattare il direttore. Monte si finge un cliente di Simone e riesce a trovare il cellulare di Marzon ma Simone lo accoltella e fugge ma viene arrestato da Petra. Durante l’interrogatorio, Simone confessa di aver ucciso Marzon per conto di Imbreccia che si sentiva ricattato. Quest’ultimo  ammette di aver dato in due tranche 150.000 euro a Marzon per non fare uscire lo scandalo e aggiunge che questo non aveva voluto dividere la somma con Giorgia uccidendola quindi a Genova prima di essere fatto fuori da Simone.
- Altri interpreti: Beatrice Aiello (Amanda), Francesca Figus (Margherita), Fabio Morici (gestore ristorante), Marco Quaglia (Giovanni Imbreccia), Claudio Vanni (Mauro), Fabrizio Traversa (Simone), Gianluca Tricarico (Dario Marzon).